# Charles Chaplin (Maler)

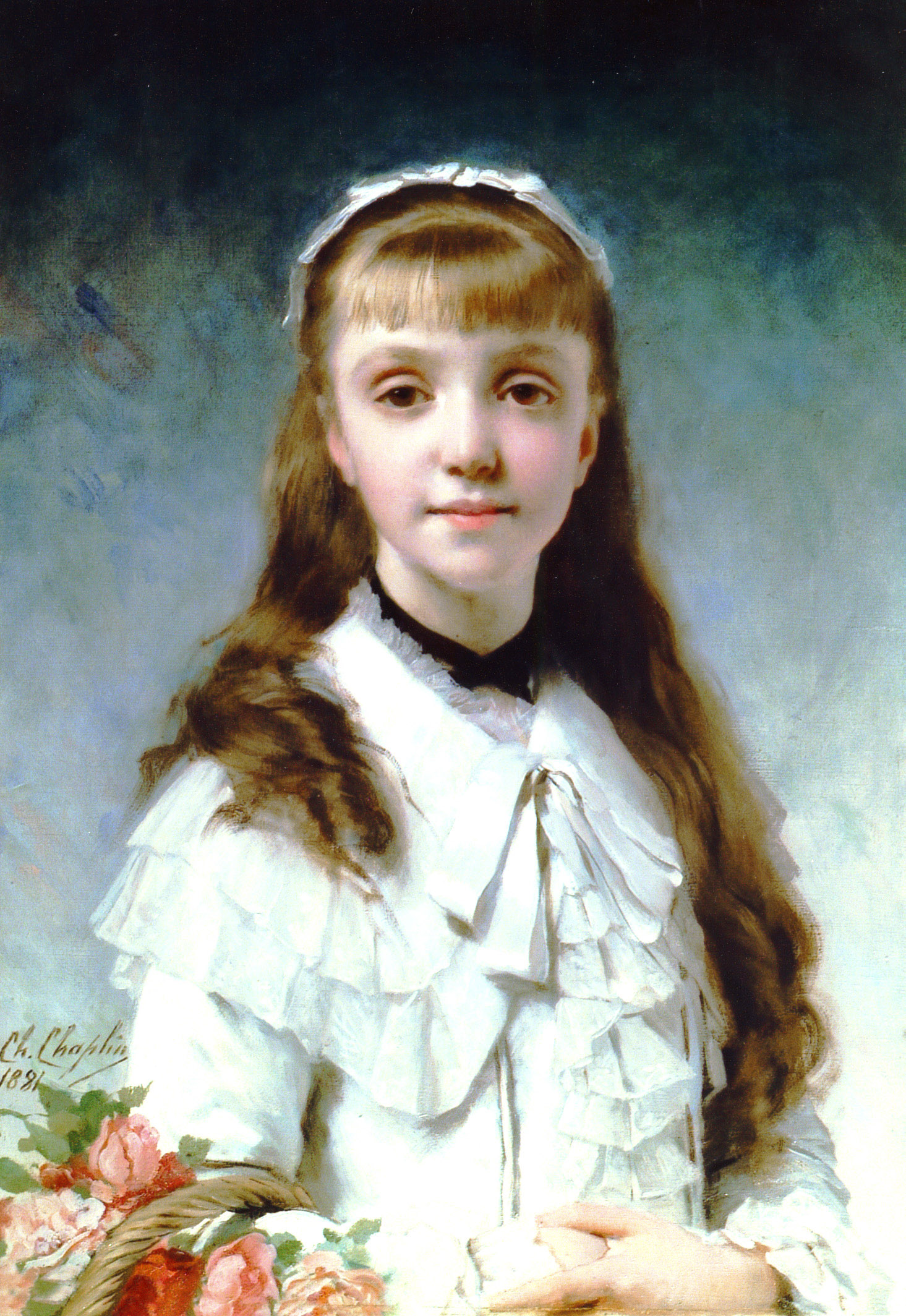
Die Tochter des Malers (1881)

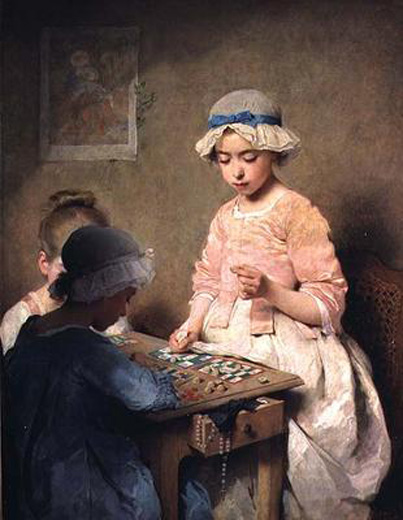
Das Lottospiel (1865)

Charles Joshua Chaplin (* 8. Juni 1825 bei Les Andelys, Frankreich; † 30. Januar 1891 in Paris) war ein französischer Maler und Kupferstecher.
Chaplin war ein Schüler Michel-Martin Drollings und malte anfangs Landschaften. Später ging er zur Boudoirmalerei über, die er in der Weise des Malers François Boucher ausübte. Louise Abbéma wurde  1873 seine Schülerin.
Als Kupferstecher fand Chaplin seine Sujets oft in den Werken Peter Paul Rubens’ und Jean-Antoine Watteaus; aber er radierte durchaus auch nach eigenen Ideen.
Im Alter von 65 Jahren starb der Maler Charles Joshua Chaplin am 30. Januar 1891 in Paris. Er liegt auf dem Friedhof Père-Lachaise begraben.

## Werke
- Der heilige Sebastian (1847)
- Dorfstraße in Auvergne
- Abend in der Heide
- Der Morgen (1855)
- Diana
- Die Seifenblasen (1864)
- Die Lottospielerin
- Geburt der Venus